# لوسيان فورتين
لوسيان فورتين هو سياسي كندي، ولد في 18 أكتوبر 1912 في ليميوكس في كندا، وتوفي في 28 ديسمبر 1984 في كندا. حزبياً، نشط في الحزب التقدمي المحافظ في نيو برونزويك ‏. وقد انتخب عضو الجمعية التشريعية لنيو برونزويك ‏.